# Сай Джаялакшмі Джаярам
Сай Джаялакшмі Джаярам (нар. 16 лютого 1977) — колишня індійська тенісистка.
Найвищу одиночну позицію світового рейтингу — 331 місце досягла 25 грудня 2000, парну — 249 місце — 18 червня 2001 року.
Здобула 7 одиночних та 34 парні титули туру ITF.
Завершила кар'єру 2010 року.

## Фінали ITF
| турніри $100,000 |
| турніри $75,000  |
| турніри $50,000  |
| турніри $25,000  |
| турніри $10,000  |

### Одиночний розряд: 15 (7–8)
| Результат | Ранг | Дата             | Місце            | Покриття | Суперниця           | Рахунок       |
| --------- | ---- | ---------------- | ---------------- | -------- | ------------------- | ------------- |
| Поразка   | 1.   | 12 жовтня 1998   | Ахмадабад, Індія | Тверде   | Рушмі Чакравартхі   | 6–7, 3–6      |
| Перемога  | 2.   | 19 жовтня 1998   | Ахмадабад, Індія | Тверде   | Монтіка Анучан      | 6–3, 3–6, 6–1 |
| Перемога  | 3.   | 26 жовтня 1998   | Ахмадабад, Індія | Тверде   | Рушмі Чакравартхі   | 6–0, 6–2      |
| Поразка   | 4.   | 2 листопада 1998 | Ахмадабад, Індія | Тверде   | Шруті Дгаван        | 5–7, 3–6      |
| Поразка   | 5.   | 17 квітня 1999   | Мумбаї, Індія    | Тверде   | Радгіка Тулпуле     | 3–6, 2–6      |
| Перемога  | 6.   | 10 травня 1999   | Мумбаї, Індія    | Тверде   | Арчана Венкатараман | 6–1, 7–5      |
| Перемога  | 7.   | 10 квітня 2000   | Мумбаї, Індія    | Килим    | Сонал Пхадке        | 6–2, 6–3      |
| Поразка   | 8.   | 17 квітня 2000   | Нью-Делі, Індія  | Тверде   | Нірупама Санджив    | 3–6, 2–6      |
| Перемога  | 9.   | 16 жовтня 2000   | Гваліор, Індія   | Ґрунт    | Андреа ван ден Гурк | 4–1, 4–0      |
| Поразка   | 10.  | 1 квітня 2002    | Нью-Делі, Індія  | Тверде   | Самріта Секар       | 1–6, 6–3, 5–7 |
| Перемога  | 11.  | 8 квітня 2002    | Нью-Делі, Індія  | Тверде   | Іша Лахані          | 1–6, 6–3, 6–1 |
| Перемога  | 12.  | 7 липня 2002     | Тлемсен, Алжир   | Ґрунт    | Елізабет Бан        | 7–5, 0–6, 6–4 |
| Поразка   | 13.  | 10 вересня 2002  | Майсуру, Індія   | Тверде   | Рушмі Чакравартхі   | 2–6, 1–6      |
| Поразка   | 14.  | 25 жовтня 2003   | Лагос, Нігерія   | Тверде   | Гейді Ель Табах     | 4–6, 4–6      |
| Поразка   | 15.  | 30 серпня 2004   | Нью-Делі, Індія  | Тверде   | Рушмі Чакравартхі   | 3–6, 2–6      |

### Парний розряд: 49 (34–15)
| Результат | Ранг | Дата              | Місце                            | Покриття | Партнерка              | Суперниці                              | Рахунок               |
| --------- | ---- | ----------------- | -------------------------------- | -------- | ---------------------- | -------------------------------------- | --------------------- |
| Перемога  | 1.   | 12 жовтня 1998    | Ахмадабад, Індія                 | Тверде   | Рушмі Чакравартхі      | Монтіка Анучан Ораван Вонгкамаласай    | 1–6, 6–4, 6–3         |
| Перемога  | 2.   | 19 жовтня 1998    | Ахмадабад, Індія                 | Тверде   | Рушмі Чакравартхі      | Арчана Венкатараман Арті Венкатараман  | 6–2, 6–4              |
| Поразка   | 3.   | 26 жовтня 1998    | Ахмадабад, Індія                 | Тверде   | Рушмі Чакравартхі      | Шруті Дгаван Шітхаль Ґутхам            | 4–6, 4–6              |
| Перемога  | 4.   | 2 листопада 1998  | Ахмадабад, Індія                 | Тверде   | Рушмі Чакравартхі      | Монтіка Анучан Ораван Вонгкамаласай    | 7–6(4), 1–6, 6–2      |
| Перемога  | 5.   | 17 квітня 1999    | Мумбаї, Індія                    | Тверде   | Сай Джаялакшмі Джаярам | Шруті Дгаван Шітхаль Ґутхам            | 5–7, 6–0, 6–3         |
| Перемога  | 6.   | 24 квітня 1999    | Мумбаї, Індія                    | Тверде   | Сай Джаялакшмі Джаярам | Арчана Венкатараман Арті Венкатараман  | 7–5, 3–6, 7–6         |
| Перемога  | 7.   | 30 квітня 1999    | Мумбаї, Індія                    | Тверде   | Сай Джаялакшмі Джаярам | Шруті Дгаван Шітхаль Ґутхам            | 7–5, 6–2              |
| Поразка   | 8.   | 10 травня 1999    | Мумбаї, Індія                    | Килим    | Сай Джаялакшмі Джаярам | Шруті Дгаван Шітхаль Ґутхам            | 0–1 ret.              |
| Поразка   | 9.   | 18 жовтня 1999    | Джакарта, Індонезія              | Тверде   | Рушмі Чакравартхі      | Ліза Андріяні Бенджамас Сангарам       | 0–6, 3–6              |
| Перемога  | 10.  | 16 квітня 2000    | Мумбаї, Індія                    | Тверде   | Рушмі Чакравартхі      | Маніша Малхотра Сатомі Кіндзьо         | 6–4, 4–6, 2–1 ret.    |
| Перемога  | 11.  | 17 квітня 2000    | Нью-Делі, Індія                  | Килим    | Нірупама Санджив       | Рушмі Чакравартхі Радгіка Тулпуле      | 6–4, 6–2              |
| Поразка   | 12.  | 3 вересня 2000    | Джайпур, Індія                   | Трава    | Рушмі Чакравартхі      | Монік Адамчак Дженніфер Шмідт          | 3–6, 6–1, 5–7         |
| Перемога  | 13.  | 10 вересня 2000   | Нью-Делі, Індія                  | Тверде   | Рушмі Чакравартхі      | Ораван Вонгкамаласай Ван Їдін          | 6–3, 6–2              |
| DNP       | –    | 17 вересня 2000   | Бенгалуру, Індія                 | Ґрунт    | Сай Джаялакшмі Джаярам | Джйотсна Васішт Карішма Пател          | Н/Д                   |
| Поразка   | 14.  | 16 жовтня 2000    | Гваліор, Індія                   | Ґрунт    | Рушмі Чакравартхі      | Моніка Акоста Ларісса Шерер            | 2–4, 1–4, 4–0, 3–5    |
| Перемога  | 15.  | 23 жовтня 2000    | Нью-Делі, Індія                  | Трава    | Рушмі Чакравартхі      | Уршка Весеняк Маша Весеняк             | 4–2, 4–5(5), 4–1, 4–0 |
| Перемога  | 16.  | 30 жовтня 2000    | Нью-Делі, Індія                  | Тверде   | Рушмі Чакравартхі      | Уршка Весеняк Маша Весеняк             | 5–3, 4–2, 5–3         |
| Поразка   | 17.  | 6 листопада 2000  | Бандунґ, Індонезія               | Тверде   | Рушмі Чакравартхі      | Ліза Андріяні Анжелік Віджайя          | 1–4, 2–4, 0–4         |
| Перемога  | 18.  | 20 листопада 2000 | Маніла, Філіппіни                | Тверде   | Рушмі Чакравартхі      | Міхо Саекі Уда Ремі                    | 5–3, 4–1, 4–2         |
| Перемога  | 19.  | 11 березня 2001   | Нью-Делі, Індія                  | Тверде   | Сай Джаялакшмі Джаярам | Арчана Венкатараман Арті Венкатараман  | 6–1, 6–2              |
| Перемога  | 20.  | 16 квітня 2001    | Чандігарх, Індія                 | Тверде   | Рушмі Чакравартхі      | Деа Сумантрі Радгіка Тулпуле           | 6–1, 7–5              |
| Перемога  | 21.  | 23 квітня 2001    | Пуне, Індія                      | Тверде   | Рушмі Чакравартхі      | Саня Мірза Сонал Пхадке                | 6–2, 6–0              |
| Перемога  | 22.  | 3 вересня 2001    | Ченнаї, Індія                    | Ґрунт    | Рушмі Чакравартхі      | Самріта Секар Шубга Срінівасен         | 6–0, 7–6(2)           |
| Перемога  | 23.  | 19 вересня 2001   | Нью-Делі, Індія                  | Тверде   | Рушмі Чакравартхі      | Шруті Дгаван Радгіка Тулпуле           | 6–7(5), 6–4, 6–4      |
| Перемога  | 24.  | 1 квітня 2002     | Нью-Делі, Індія                  | Тверде   | Радгіка Тулпуле        | Самріта Секар Арчана Венкатараман      | 6–7(8), 6–4, 6–1      |
| Перемога  | 25.  | 8 квітня 2002     | Нью-Делі, Індія                  | Тверде   | Радгіка Тулпуле        | Самріта Секар Арчана Венкатараман      | 7–5, 6–0              |
| Перемога  | 26.  | 15 квітня 2002    | Нью-Делі, Індія                  | Тверде   | Радгіка Тулпуле        | Самріта Секар Арчана Венкатараман      | 6–2, 6–2              |
| Перемога  | 27.  | 22 квітня 2002    | Нью-Делі, Індія                  | Ґрунт    | Радгіка Тулпуле        | Самріта Секар Арчана Венкатараман      | 5–7, 6–1, 6–4         |
| Перемога  | 28.  | 10 червня 2002    | Анкара, Туреччина                | Ґрунт    | Олена Яришко           | Жаклін Фройліх Руксандра Марін         | 6–2, 6–2              |
| Поразка   | 29.  | 7 липня 2002      | Тлемсен, Алжир                   | Ґрунт    | Рушмі Чакравартхі      | Зузанне Айґнер Елізабет Бан            | 6–7(4), 6–4, 6–7(4)   |
| Перемога  | 30.  | 10 вересня 2002   | Майсуру, Індія                   | Тверде   | Рушмі Чакравартхі      | Альона Дворникова Анастасія Дворникова | 6–3, 6–3              |
| Поразка   | 31.  | 27 жовтня 2002    | Каїр, Єгипет                     | Ґрунт    | Рушмі Чакравартхі      | Кіра Надь Марія Вольфбрандт            | 2–6, 1–6              |
| Поразка   | 32.  | 9 лютого 2003     | Ченнаї, Індія                    | Ґрунт    | Рушмі Чакравартхі      | Акгуль Аманмурадова Іванна Ісраїлова   | 4–6, 1–6              |
| Перемога  | 33.  | 23 лютого 2003    | Бенгалуру, Індія                 | Тверде   | Рушмі Чакравартхі      | Макі Арай Наталія Демиденко            | 7–6(5), 7–6(4)        |
| Поразка   | 34.  | 31 березня 2003   | Мумбаї, Індія                    | Тверде   | Рушмі Чакравартхі      | Акгуль Аманмурадова Ху Чін-Бі          | 2–6, 2–6              |
| Перемога  | 35.  | 20 квітня 2003    | Muzaffarnagar, Індія             | Трава    | Рушмі Чакравартхі      | Шруті Дгаван Yael Glitzenshtein        | 6–1, 6–4              |
| Перемога  | 36.  | 17 серпня 2003    | Коломбо, Шрі-Ланка               | Ґрунт    | Рушмі Чакравартхі      | Хванг І-Хсюань Варанья Віджуксанабун   | 6–0, 6–0              |
| Перемога  | 37.  | 8 вересня 2003    | Бенгалуру, Індія                 | Трава    | Рушмі Чакравартхі      | Ху Чін-Бі Мегга Вакарія                | 6–2, 6–4              |
| Поразка   | 38.  | 2 листопада 2003  | Мумбаї, Індія                    | Тверде   | Рушмі Чакравартхі      | Габріела Хмелінова Гана Шромова        | 1–6, 1–6              |
| Поразка   | 39.  | 17 січня 2004     | Гайдарабад (місто, Індія), Індія | Тверде   | Рушмі Чакравартхі      | Іша Лахані Мегга Вакарія               | 5–7, 7–5, 3–6         |
| Поразка   | 40.  | 23 травня 2004    | Лакхнау, Індія                   | Трава    | Арчана Венкатараман    | Анкіта Бгамбрі Рушмі Чакравартхі       | 4–6, 1–6              |
| Перемога  | 41.  | 5 липня 2004      | Sidi Fredj, Алжир                | Ґрунт    | Шеллі Стефенс          | Дженніфер Елі Міхаела Юханссон         | 6–3, 6–1              |
| Перемога  | 42.  | 21 серпня 2004    | Коломбо, Шрі-Ланка               | Ґрунт    | Рушмі Чакравартхі      | Латіша Чжань Мінорі Такемото           | 6–2, 5–7, 6–3         |
| Перемога  | 43.  | 4 вересня 2004    | Нью-Делі, Індія                  | Тверде   | Рушмі Чакравартхі      | Монтіні Тангпхонг Тасша Вітаявірой     | w/o                   |
| Перемога  | 44.  | 24 жовтня 2004    | Пуне, Індія                      | Тверде   | Акгуль Аманмурадова    | Вілаван Чомптанґ Тасша Вітаявірой      | 6–3, 4–6, 6–3         |
| Перемога  | 45.  | 1 листопада 2004  | Мумбаї, Індія                    | Тверде   | Акгуль Аманмурадова    | Марія Абрамович Гана Шромова           | 4–6, 6–4, 6–4         |
| Перемога  | 46.  | 13 грудня 2004    | Ґурґаон, Індія                   | Ґрунт    | Рушмі Чакравартхі      | Анкіта Бгамбрі Санаа Бгамбрі           | 2–6, 6–2, 6–4         |
| Поразка   | 47.  | 11 квітня 2005    | Мумбаї, Індія                    | Тверде   | Рушмі Чакравартхі      | Ніна Братчикова Франческа Любіані      | 3–6, 4–6              |
| Перемога  | 48.  | 9 травня 2005     | Ахмадабад, Індія                 | Тверде   | Анкіта Бгамбрі         | Санаа Бгамбрі Шруті Дгаван             | 6–2, 7–5              |
| Поразка   | 49.  | 6 листопада 2005  | Пуне, Індія                      | Тверде   | Рушмі Чакравартхі      | Ніколе Клеріко Ксенія Палкіна          | 5–7, 6–7(7)           |